# Lezennes
Lezennes település Franciaországban, Nord megyében. Lakosainak száma 2966 fő (2022. január 1.). Lezennes Villeneuve-d’Ascq, Lesquin, Lille és Ronchin községekkel határos.

## Népesség
A település népességének változása:
| Lakosok száma | 3173 | 3117 | 3167 | 3104 | 3065 | 3050 | 3038 | 3019 | 2966 |
|               | 2013 | 2015 | 2016 | 2017 | 2018 | 2019 | 2020 | 2021 | 2022 |